# Haarlemmermeer
Pronunciação
Haarlemmermeer  é um município dos Países Baixos, na província da Holanda Setentrional. O seu território é um pôlder, ou seja, uma porção de terra ganha ao mar, e o nome Haarlemmermeer refere-se ao lago Haarlem, que foi o lago que foi aterrado no século XIX para o Haarlemmermeer.
A sua cidade principal é Hoofddorp. É uma das cidades maiores dos Países Baixos, com mais de 70000 habitantes, mas o seu nome não é usado como nome de município. Esta cidade, em conjunto com as cidades em crescimento de Nieuw Vennep e Badhoevedorp, forma parte da aglomeração de Randstad.
O Aeroporto de Schiphol, um dos aeroportos internacionais mais importantes do mundo, e que serve Amsterdam e seus arredores, está localizado no município de Haarlemmermeer, a -3 m do nível do mar.